# داریوش سالاری
داریوش سالاری (زاده ۶ اردیبهشت ۱۳۲۹ – درگذشتهٔ ۳ آبان ۱۳۹۹) سازنده ی سازهای ایرانی و هندی و به‌ویژه سنتور بود.

## زندگی هنری
داریوش سالاری در ۶ اردیبهشت سال ۱۳۲۹ در آبادان متولد شد. پس از پایان تحصیلات متوسطه در آبادان به منظور ادامهٔ تحصیل به هندوستان رفت و در رشتهٔ علوم سیاسی مشغول به تحصیل شد. او به دلیل علاقه به موسیقی فراگیری ساز «سی‌تار» را آغاز کرد و ۶ سال نزد «آناندا شارما» شیوهٔ نوازندگی «راوی شانکار» را آموخت. وی در دانشگاه اسلامی هندوستان تحصیل کرده‌است و در نواختن سنتور به مهارت رسید. وی در سال ۱۳۵۹ به ایران برگشت و از سال ۱۳۶۵ ساختِ ساز «سنتور» را آغاز نمود. او به مُرور تغییراتی در ساختمان و روش ساخت ساز سنتور ایجاد کرد.
تغییر ابعاد سنتور و ضخامت صفحات، تغییر روش در پُل گذاری، استفاده از سیم‌های فولادی به جای سیم‌های برنجی، ساختن سنتور دوطرف سیم فولادی سُل کوک، ساخت سنتور کروماتیکِ ۹ خَرَک و ۱۱ خرک و ۱۵ خرک و سنتور باس از جمله فعالیت‌های سالاری در زمینهٔ ساخت و بهبود ساز سنتور بوده‌است.
در شهریور ۱۳۹۳ کتاب «هزار و یک پرسش دربارهٔ سنتور» نوشتهٔ داریوش سالاری با تنظیم و ویراستاری شهاب مِنا توسط انتشارات سرود منتشر شد.
در مرداد ۱۳۹۴ داریوش سالاری به همراه ۴ نوازندهٔ پیشکسوت سنتور از سوی سازمان فرهنگی هنری شهرداری تهران مورد تقدیر قرار گرفت.

## درگذشت
داریوش سالاری در شامگاه سوم آبان ۱۳۹۹ در تهران، در سن ۷۰ سالگی ، پس از ابتلا به ویروس کرونا و با سابقه بیماری دیابت، در نهایت بر اثر ایست قلبی درگذشت.